# Élections législatives cambodgiennes de 2023
Les élections législatives cambodgiennes de 2023 se déroulent le 23 juillet 2023 afin de renouveler les 125 membres de l'Assemblée nationale du Cambodge. 
L'assemblée sortante est intégralement composée de membres du Parti du peuple cambodgien, celui-ci ayant fait interdire les principaux partis d'opposition aux précédentes élections. 
Après avoir empêché de concourir son principal concurrent, le récemment créé Parti de la bougie, le Parti du peuple cambodgien remporte sans surprise la quasi-totalité des sièges à pourvoir. Le Premier ministre Hun Sen parvient ainsi à mettre en œuvre sa succession au profit de son fils, Hun Manet, qui le remplace le mois suivant.

## Contexte

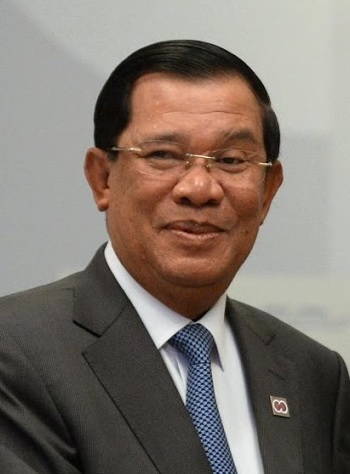
Hun Sen.

Le Cambodge vit sous un régime autoritaire sous l'égide du Parti du peuple cambodgien (CPP), dirigé par le Premier ministre Hun Sen depuis la crise politique de 1997. Le Parti du sauvetage national du Cambodge, le principal parti d'opposition, a été interdit fin 2017 par une Cour suprême aux ordres du gouvernement, conduisant de facto à un système à parti unique. Kem Sokha, chef de l'opposition parlementaire, a été arrêté et inculpé de complot contre le régime avec l'aide des États-Unis en septembre 2017. Sam Rainsy, précédent chef de l'opposition, est interdit de retour au pays. La presse indépendante n'existe presque plus : le Cambodia Daily a été fermé en 2017, et le Phnom Penh Post a été vendu en mai 2018 à une entreprise proche du Premier ministre Hun Sen. En 2017 également, une trentaine de chaînes de radio, dont l'antenne locale de Radio Free Asia, ont été fermées par les autorités. Les journalistes travaillent dans un climat d'intimidations de la part du gouvernement.

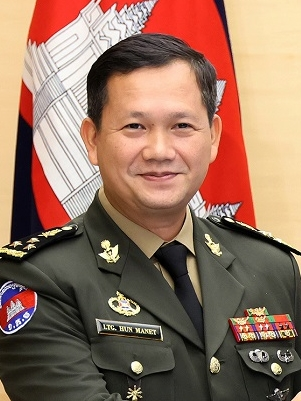
Hun Manet.

Les élections sénatoriales et législatives organisées dans ce contexte en 2018 voient la victoire du Parti du peuple cambodgien, qui remporte la quasi-totalité des sièges au Sénat et la totalité de ceux à l'Assemblée nationale. L'ONG Human Rights Watch dénonce une parodie de démocratie et la partialité politique de la Commission nationale électorale. Pour Sam Rainsy, exilé en France, « le régime a pris en otage tous les Cambodgiens ». Fort du soutien de Pékin, Hun Sen se soucie peu des critiques occidentales mais après cette victoire « à la soviétique » libère quelques opposants ayant sollicité un pardon royal.
Le gouvernement est par ailleurs reconnu pour sa bonne gestion de la pandémie de Covid-19, dont la mise en place d'une large campagne de vaccination. Plus de 80 % de la population est ainsi vaccinée avant janvier 2022,.
Le gouvernement finit par tolérer la reconstitution d'une opposition autour notamment du Parti de la bougie fondé trente ans plus tôt par Sam Rainsy et désormais dirigé par Teav Vannol. Les élections municipales de 2022 font office de test électoral avant les législatives, et voient la victoire écrasante du CPP. Dans la foulée, le Parti de la bougie se voit refuser son enregistrement par le Comité électoral national le 15 mai 2023, qui prétexte le manque de plusieurs documents requis et disqualifie ainsi le parti pour les législatives.
En 2023, Hun Sen prépare une succession dynastique du pouvoir au profit de son fils, Hun Manet, âgé de 44 ans. Fin décembre 2022, après s'être fait désigner comme candidat du parti à un nouveau mandat de Premier ministre, il obtient ainsi du CPP la nomination unanime de son fils comme « futur Premier ministre » sans toutefois préciser à quel moment la passation de pouvoir aura lieu,. Une semaine avant le scrutin, le Premier ministre annonce qu'il transférera le pouvoir à son fils au plus tard un mois après les élections, tout en assurant vouloir maintenir son influence dans la vie politique cambodgienne en restant notamment président du CPP.

## Mode de scrutin
L'Assemblée nationale est la chambre basse du parlement bicaméral du Cambodge. Elle est composée de 125 sièges dont les membres sont élus pour cinq ans au scrutin proportionnel de liste dans vingt cinq circonscriptions de 1 à 12 sièges correspondants aux provinces cambodgiennes plus la capitale Phnom Penh. Le scrutin se tient avec des listes fermées et les résultats en voix conduisent à une répartition des sièges sur la base du quotient de Hare et selon la méthode à la plus forte moyenne.

## Campagne
Le Premier ministre Hun Sen menace sur Facebook les chefs de partis d'opposition qui l'accusent de préparer des fraudes électorales : « Soit vous passerez au tribunal, soit je mobiliserai une manifestation et je vous ferai tabasser ». Le comité de supervision de l'entreprise Meta, propriétaire de Facebook, demande qu'il soit suspendu de la plateforme pour six mois pour incitation à la violence. En réponse, Hun Sen supprime son compte Facebook.

## Résultats
|                           |                                         |           |       |      |        |               |  |  |  |
| Parti                     | Parti                                   | Votes     | %     | +/–  | Sièges | +/–           |  |  |  |
|                           | Parti du peuple cambodgien              | 6 398 311 | 82,30 | 5,52 | 120    | 5             |  |  |  |
|                           | FUNCINPEC                               | 716 490   | 9,22  | 3,34 | 5      | 5             |  |  |  |
|                           | Parti national khmer uni                | 134 285   | 1,73  | Nv   | 0      | en stagnation |  |  |  |
|                           | Parti de la jeunesse cambodgienne       | 97 412    | 1,25  | 0,63 | 0      | en stagnation |  |  |  |
|                           | Parti dharmacracy                       | 84 030    | 1,08  | 0,62 | 0      | en stagnation |  |  |  |
|                           | Parti de la démocratie indigène         | 52 817    | 0,68  | 0,52 | 0      | en stagnation |  |  |  |
|                           | Parti khmer anti pauvreté               | 40 096    | 0,52  | 0,35 | 0      | en stagnation |  |  |  |
|                           | Parti des khmer unis                    | 36 526    | 0,47  | 0,36 | 0      | en stagnation |  |  |  |
|                           | Parti de la démocratie populaire        | 35 416    | 0,46  | 0,65 | 0      | en stagnation |  |  |  |
|                           | Parti khmer du développement économique | 26 093    | 0,34  | 0,03 | 0      | en stagnation |  |  |  |
|                           | Parti khmer ekpheap cheat               | 25 261    | 0,32  | Nv   | 0      | en stagnation |  |  |  |
|                           | Parti de la nationalité cambodgienne    | 23 197    | 0,30  | 0,41 | 0      | en stagnation |  |  |  |
|                           | Parti des femmes pour les femmes        | 22 843    | 0,29  | Nv   | 0      | en stagnation |  |  |  |
|                           | Parti khmer conservateur                | 20 968    | 0,27  | Nv   | 0      | en stagnation |  |  |  |
|                           | Parti social démocrate de la ruche      | 20 210    | 0,26  | 0,62 | 0      | en stagnation |  |  |  |
|                           | Parti de l'objectif pour le peuple      | 13 831    | 0,18  | Nv   | 0      | en stagnation |  |  |  |
|                           | Parti du pouvoir démocratique           | 13 704    | 0,18  | Nv   | 0      | en stagnation |  |  |  |
|                           | Parti des paysans                       | 12 786    | 0,16  | Nv   | 0      | en stagnation |  |  |  |
|                           |                                         |           |       |      |        |               |  |  |  |
| Votes valides             | Votes valides                           | 7 774 276 | 94,64 |      |        |               |  |  |  |
| Votes blancs et invalides | Votes blancs et invalides               | 440 154   | 5,36  |      |        |               |  |  |  |
| Total                     | Total                                   | 8 214 430 | 100   | –    | 125    | en stagnation |  |  |  |
| Abstention                | Abstention                              | 1 496 235 | 15,41 |      |        |               |  |  |  |
| Inscrits / participation  | Inscrits / participation                | 9 710 665 | 84,59 |      |        |               |  |  |  |

## Analyse et conséquences

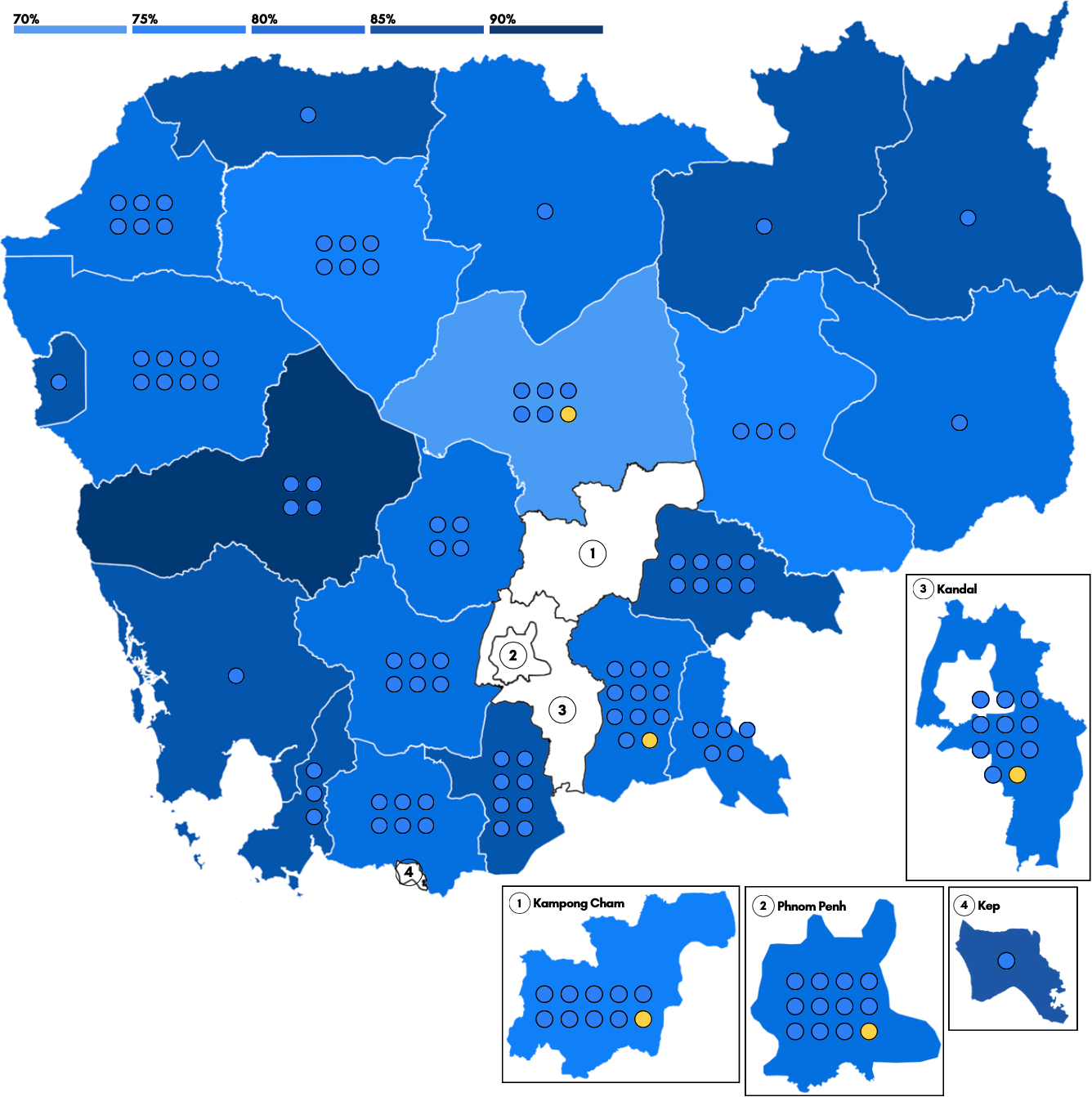
Résultats par régions.

En l'absence des principaux partis d'opposition, le Parti du peuple cambodgien remporte sans surprise le scrutin avec 120 sièges sur les 125 à pourvoir, le reste revenant au Front uni national pour un Cambodge indépendant, neutre, pacifique et coopératif (Funcinpec),,.
La participation élevée est mise en avant par le Premier ministre Hun Sen, celle-ci démontrant selon lui le manque de soutiens de l'opposition. Le Premier ministre déclare ainsi que « Le peuple cambodgien ne laissera pas les groupes de tricheurs détruire le pays »,. Les élections font cependant l'objet de critiques de la part de nombreuses ONG dont la Fédération internationale pour les droits humains, qui pointent du doigt un « manque notable de transparence et d'équité »,.
La victoire d'Hun Sen devrait lui permettre de transférer comme prévu le pouvoir à son fils, Hun Manet, élu député en tant que tête de liste du parti dans la capitale, Phnom Penh. La session inaugurale de la nouvelle assemblée est prévue pour le 28 août 2023,. Trois jours après le scrutin, Hun Sen annonce l'accession de son fils au poste de Premier ministre pour le 22 août. Le Premier ministre sortant fait également part de son ambition d'être élu à la présidence du Sénat après les élections sénatoriales de février 2024, faisant de lui le numéro deux du système politique. Hun Manet est nommé par décret royal le 7 août. Il reçoit la confiance de l'assemblée le 22 août, et entre en fonction le jour même avec son gouvernement,.